# 布施 (密蘇里州)
布施（英語：Busch）是位於美國密蘇里州派克縣的鬼鎮。

## 歷史
布施的郵局於1886年設立，1895年關閉後又於1898年重啟，其後於1948年停運。

## 地理
布施所處的海拔為高於海平面140米（即459英呎），而該地所採用的時區為UTC-6，即北美中部時區（CST）。同時該地設有夏令時間，為UTC-6調快一小時，即UTC-5（CDT）。